# Pretty Green
Pretty Greenは、元オアシス、元ビーディ・アイのリアム・ギャラガーが設立したファッションブランドである。ブランド名の由来は、ザ・ジャムのスタジオアルバム『サウンド・アフェクツ』に収録されている同名の曲。

## 履歴
- 2009年 設立
- 2012年6月に東京青山に日本1号店を出店。

## その他
- 英国の007シリーズである『007 スカイフォール』にてQ役を演じるベン・ウィショーが当ブランドのモッズコートを着用した。